# Gertrud Skrabs
Gertrud Skrabs (* 1903 in Stettin; † März 1982 in Hannover) war eine deutsche Malerin und Illustratorin.

## Leben
Gertrud Skrabs wurde als Tochter eines Handwerkmeisters geboren.
Sie studierte von 1929 bis 1934 an der Kunstgewerbeschule Stettin; 1943 wohnte sie in der Birkenallee 40 in Stettin.
Während des Zweiten Weltkriegs flüchtete sie 1945 nach Hademarschen; dort war sie bis zu ihrer Übersiedlung nach Hannover 1950 wohnhaft; 1953 war sie als Grafikerin in der Stromeyerstr. 4, 1960 in der Gretchenstr. 53 und 1975 in der Helmstedter Str. 44 in Hannover gemeldet.
Neben verschiedenen Figurenstudien führte sie Baum- und Landschaftszeichnungen sowie Landschaftsbilder in Öl aus. Sie illustrierte auch das Buch Der himmlische Herr Sanitätsrat, das 1949 von Heinz Michael veröffentlicht wurde.

## Ausstellungen
Gertrud Skrabs beteiligte sich seit 1934 regelmäßig an den Ausstellungen des Pommerschen Künstlerbundes. Nach ihrer Flucht nach Schleswig-Holstein stellte sie in Neumünster, Rendsburg und Hademarschen aus.
In Hannover beteiligte sie sich unter anderem 1977 an der Ausstellung zur 50-Jahr-Feier der GEDOK, 1978 an der Herbstausstellung des Kunstvereins Hannover sowie zwei Jahre später 1979 an den Ausstellungen Kinder an der Leine im Künstlerhaus und Kind und Künstlerin im GEDOK-Haus.

## Mitgliedschaften
Gertrud Skrabs war seit 1934 Mitglied des Pommerschen Künstlerbundes.

## Werke (Auswahl)
- Strickendes Mädchen, Stiftung Pommern in Kiel[5];
- verschiedene Kohlezeichnungen in Stettin;
- Windmühle am Hauptfriedhof[6].